# Июльские ордонансы (1830)
Ию́льские ордона́нсы (фр. Ordonnances de Juillet), также ордонансы Полинья́ка (Ordonnances de Polignac) или ордонансы Сен-Клу (Ordonnances de Saint-Cloud) — четыре королевских указа, подписанных 25 июля 1830 года королём Франции Карлом Х. 
Указы грубо нарушали конституционную хартию 1814 года, их опубликование стало толчком к революции 27-29 июля 1830 года, так называемой Июльской революции во Франции.

## Предыстория
В августе 1829 года умеренный кабинет министров Мартиньяка был заменён реакционным кабинетом принца Полиньяка. Сессия палат 1830 года была открыта 2 марта тронной речью, в которой заключалась угроза короля прибегнуть к особенным мерам для поддержания общественного мира, если парламент будет «создавать препятствия для его власти».
Либерал Ройе-Коллар, в качестве президента палаты, стал во главе депутации, которая 18 марта 1830 г. представила королю адрес, подписанный 221 депутатом, в котором протестовала против недоверия, выраженного к ней королём, и выражала опасение за вольности французского народа при кабинете министров Полиньяка.
На это политическое заявление Карл Х ответил отсрочкой сессии парламента, а затем роспуском палаты депутатов 16 мая 1830. Исход новых выборов мог быть только неблагоприятным для кабинета министров Полиньяка, а так как король отождествлял себя с ним, то личное вмешательство его в выборы не могло достигнуть цели. Почти все депутаты, подавшие голос за адрес, были переизбраны; к всеобщему удивлению, либералы выиграли всеобщие выборы от 23 июня и 19 июля 1830 года, набрав 274 депутатских мандата, лишь увеличив общее число сторонников оппозиции. 
Тогда, не созывая парламента, король 25 июля 1830 г., основываясь на натянутом толковании одной из статей хартии 1814 г., подписал четыре ордонанса, которыми:
- 1) восстанавливалась цензура, и для издания газет и журналов требовалось предварительное разрешение властей, даваемое каждый раз на 3 месяца;
- 2) вновь распускалась палата депутатов;
- 3) изменялось избирательное право: отнятие избирательных прав у собственников движимых имуществ и предоставление их только землевладельцам[5]; основой для имущественного ценза признавались только поземельные налоги;
- 4) назначалось время для новых выборов. Был подписан одним министром внутренних дел, назначал новые выборы в окружных коллегиях на 6 сентября и в департаментских — на 13-е, а созыв обеих палат был назначен на 28 сентября.

На следующий день ордонансы, вместе с сопутствовавшим им докладом, были опубликованы в правительственной газете «Монитер» и произвели в Париже огромное впечатление. Одновременно был обнародован приказ префекта полиции, запрещавший печатать газеты, не получившие предварительного разрешения. Полиньяк и другие министры получали устные и письменные поздравления по поводу проявленной ими «твердости». Деловой Париж встретил ордонансы понижением биржевого курса государственных бумаг: трехпроцентная рента упала сразу с 79 франков до 75. Либеральные газеты с большим единодушием доказывали незаконность ордонансов: «Преступление свершилось!» — такими словами начиналась статья, появившаяся 27 июля в газете «Глоб». 
Рене Шатобриан, который был известен роялистскими взглядами, впоследствии писал об этих событиях так: «Еще одно правительство в здравом уме и твердой памяти решило спрыгнуть с башни собора Парижской Богоматери. <…> Пять человек, отнюдь не лишенных здравого смысла, с беспримерным легкомыслием бросились в бездну, увлекая за собою своего повелителя, монархию, Францию и Европу».
Если бы эти ордонансы были приведены в исполнение, они лишили бы буржуазию всякого влияния на законодательство и восстановили бы земельную аристократию в положении единственного правящего класса Франции. Но именно они послужили толчком к революционному взрыву.